# 川熊

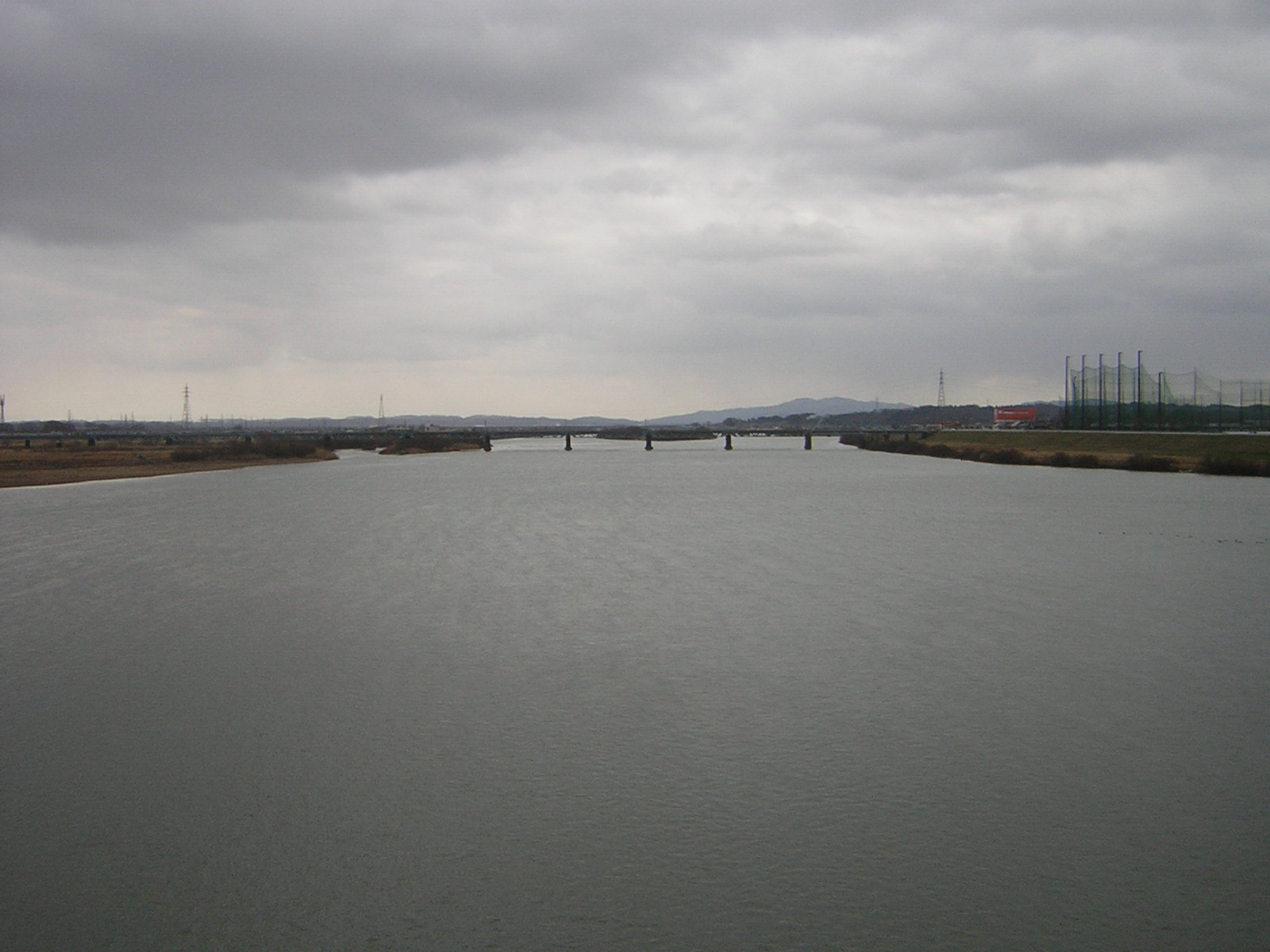
川熊の伝わる秋田県・雄物川

川熊（かわぐま）は秋田県雄物川流域に現れたとされる妖怪。菅江真澄による江戸時代の書物『月乃出羽路』に記述がある。

## 概要
猟師が雄物川で猟をしていた最中に、川の中から真っ黒な毛だらけの手が現れ、殿様の鉄砲を奪った。悪戦苦闘の末に家来が、雄物川でも最大の真所といわれる洪福寺淵という場所に潜り、川熊から鉄砲を取り返し、その鉄砲はのちに「川熊の鉄砲」「川熊の御筒」と呼ばれるようになったという。
また別の話では、ある船頭が雄物川の岸に船をつけたところ、水音と共に何者かが船の淵に手を掛けたので、驚いてナタで斬り落としたところ、それは猫の前足のようなものであり、雄物川下流の河辺郡川添村椿川（現・秋田市雄和）で川熊の手として残されたという。
文政10年（1827年）には中津川で鼠色で光沢のある川熊が捕獲され、名古屋で見世物にされたが、その際に「川は水に縁があるので、雨にならないように」との理由で「猪熊（いのくま）」と名づけられたという。
信濃川では、これと同発音の河熊なる妖怪が堤を切って大水をもたらすといい、「あの土手が潰れたのは河熊の仕業だ」などと言うそうである。この信濃川の河熊がどのようなものかは、伝承に残っていない。